# Malaspina

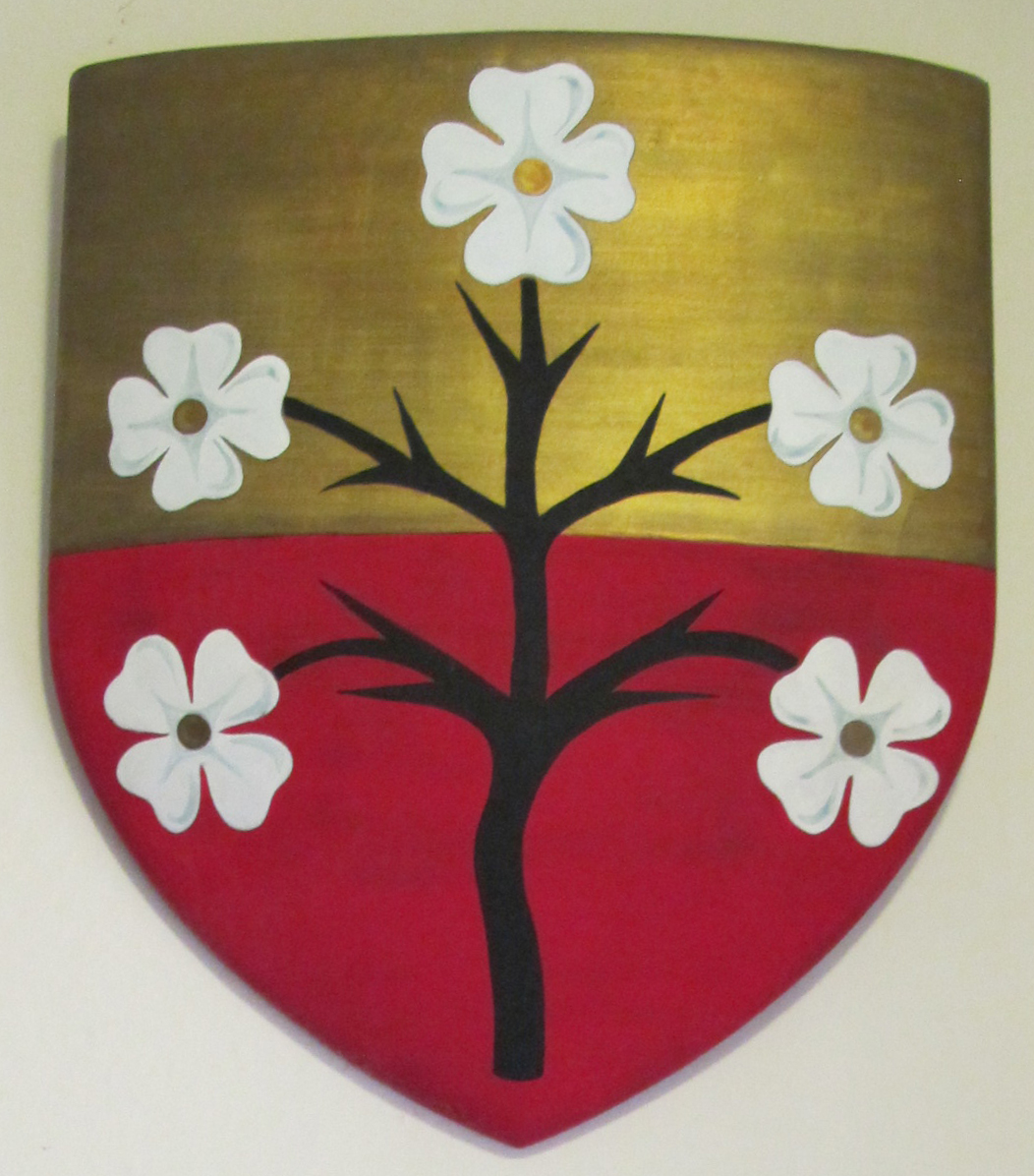
Wappen der Malaspina in der Casa di Dante, Florenz

Die Malaspina sind eine italienische Adelsfamilie langobardischen Ursprungs. Stammvater der Familie ist Adalberto Malaspina († 1140), der von den seit Mitte des 10. Jahrhunderts bekannten markgräflichen Otbertinern (Obertenghi) abstammte.
Die Malaspina besaßen in der Lunigiana (dem Hinterland von La Spezia in den Apenninen) zahlreiche Lehen und hatten seit dem 14. Jahrhundert auch die Markgrafschaft Massa und Carrara inne. Sie besaßen auch ein zusammenhängendes Territorium nördlich von Genua (die sogenannten Quattro province), in den Tälern der Trebbia und Staffora. Beide Territorialkomplexe zersplitterten sich bald durch die Annahme des lombardischen Erbrechts, das die Aufteilung aller Güter und Lehen auf alle männlichen Nachkommen vorsieht, wodurch eine große Anzahl von Linien und Zweigen entstand, von denen einzelne bis heute bestehen. In den Auseinandersetzungen zwischen Kaiser und Papst im Hochmittelalter gehörten die Malaspina der Partei der Guelfen an.
Durch Heirat einer Malaspina mit einem Cibo entstand der Zweig der Cybo-Malaspina, der vom 15. bis 19. Jahrhundert das unabhängige Fürstentum Massa und Carrara (später Herzogtum Massa und Carrara) regierte. Einige Mitglieder der Cibo beziehungsweise Cybo-Malaspina wurden als Kardinäle Cibo bekannt.

## Herkunft
Die Malaspina stammen von den Otbertinern (Obertenghi) ab. Deren Stammvater war der Markgraf Otbert I. (italienisch: Oberto), der 975 starb und Sohn eines 940 erwähnten Vizegrafen Adalbert war. Otbert I. war in der Mitte des 10. Jahrhunderts Pfalzgraf des Königreichs Italien, ab 951 Markgraf von Mailand und Fürst von Luni. Ihm gehörte die nach ihm benannte Obertengische Mark im östlichen Ligurien. Insgesamt besaß er etwa das Gebiet der heutigen Lombardei mit Teilen Piemonts, die italienischsprachige Schweiz (Tessin) und die Emilia mit Ferrara, außerdem große Teile der Provinz Genua. Dieses umfangreiche Territorium verkleinerte und zersplitterte sich durch Erbteilungen und Auseinandersetzungen mit anderen Familien, vor allem den herrschenden Patriziern der Republik Genua (den Doria, Spinola, Fieschi usw.), aber auch durch den Druck anderer aufstrebender Städte (Mailand, Piacenza, Tortona, Pavia und Bobbio).
Die mächtigen Otbertiner waren nach ihrer Blütezeit im Frühmittelalter und dem Untergang ihrer Markgrafschaft teils im Mannesstamm erloschen, teils zersplitterten sie sich in diverse Familienzweige unter anderen Namen, von denen einige bis in die Neuzeit kamen, die allesamt historisch sehr bedeutend wurden: Neben den Malaspina vor allem das Haus Este, welches sich wiederum in die jüngeren Welfen (u. a. das Haus Hannover) und die Herzöge von Ferrara-Modena aufteilte. Ferner die Markgrafen Pallavicini, Parodi, Lupi und Gavi.
Von Oberto I. stammt (über Oberto II., Oberto Opizzo I., Alberto I., Oberto Obizzo II.) ein Alberto († 1140) ab, der auch Adalberto Malaspina (= „böser Dorn“) genannt und damit zum Stammvater dieser Familie wurde. Sein Sohn Obizzo I. der Große († 1185) wurde 1164 von Kaiser Friedrich I. Barbarossa in seinen Besitztümern bestätigt und zum kaiserlichen Vasall ernannt. Diese Besitztümer waren schon zweigeteilt: Teile Liguriens (zum Beispiel die Cinque Terre) mit der Lunigiana und Garfagnana, außerdem Gebiete in der Lombardei.
Im Jahre 1220 existierten nur mehr zwei Linien, mit Corrado und Opizzino, die von Kaiser Friedrich II. in ihren Lehen bestätigt wurden. 1221 teilten beide ihre Territorien untereinander auf: Corrado erhielt die westliche Lunigiana und das Tal der Trebbia in der Lombardei. Er ist der Stammvater der Malaspina dello Spino Secco („vom trockenen Schlehdorn“). Opizzino bekam die östliche Lunigiana und das Tal der Staffora in der Lombardei und wurde zum Stammvater des Zweiges der Malaspina dello Spino Fiorito („vom blühenden Schlehdorn“).

## Malaspina dello Spino Secco
Stammvater der Malaspina dello Spino Secco ist Corrado „der Alte“. Die Bezeichnung geht auf die Göttliche Komödie von Dante Alighieri zurück, wo Corrado im 8. Gesang des Purgatoriums so genannt wird. Dante kannte die Familie Malaspina, weil er auf seiner Flucht aus Florenz ab 1306 von einem Nachkommen Corrados in Mulazzo beherbergt worden war.
Von Corrado „dem Alten“ zweigten sich ab 1266 vier Linien ab:

### Malaspina di Mulazzo

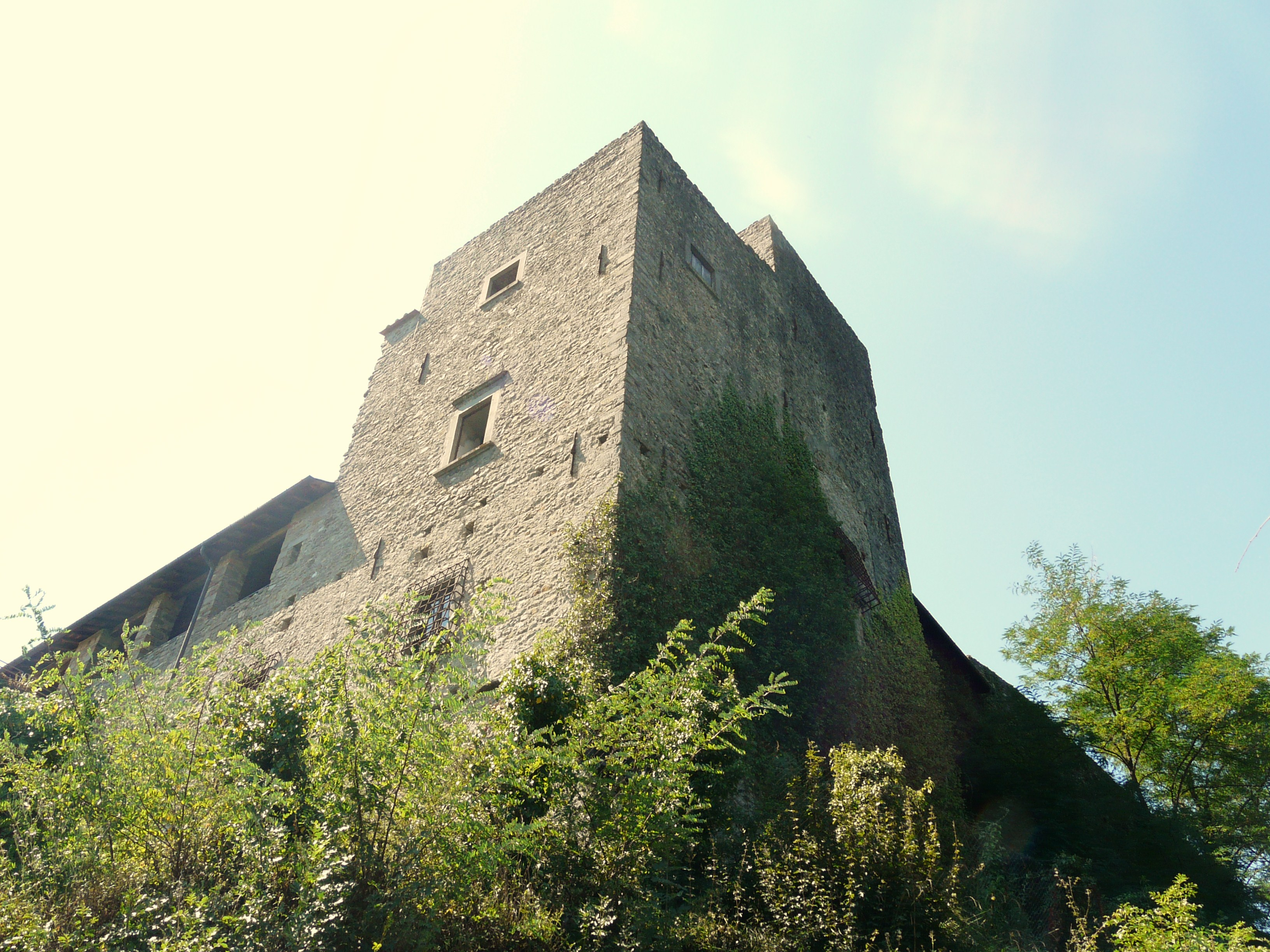
Castello di Lusuolo in Mulazzo, Stammsitz der Linie spino secco

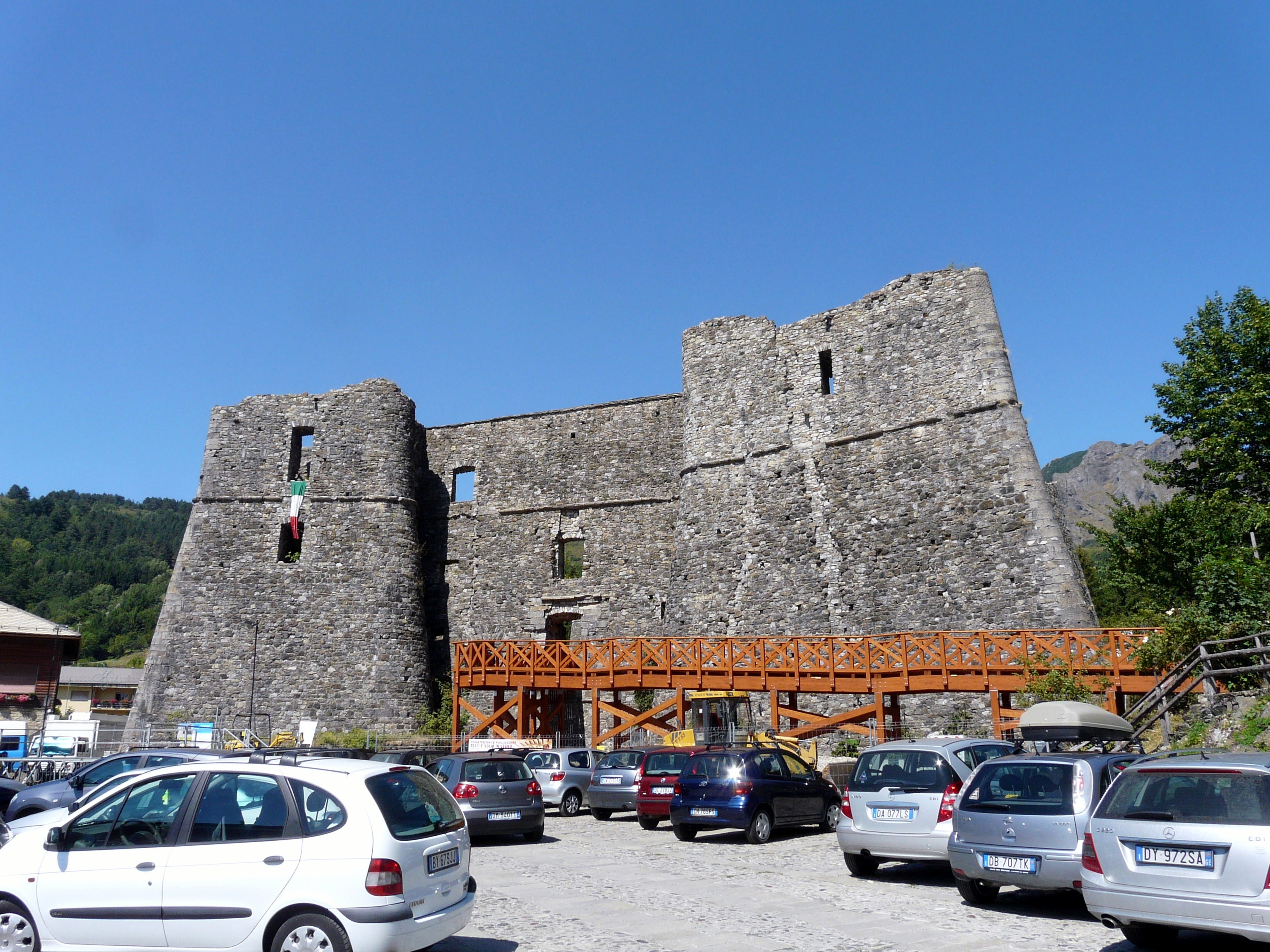
Castello di Santo Stefano d’Aveto

Ihr Ursprung geht auf Moroello († 1284) zurück, der außer der Burg von Mulazzo in der Lunigiana, dem Stammsitz der Linie des Spino secco, auch Besitztümer im Tal der Trebbia um Ottone hatte. Dazu kamen Anteile an Herrschaften in Sardinien, dessen Norden sie sich früh mit den Doria teilten. 1743 bildete sich die Provinz Bobbio innerhalb der seit 1516 bestehenden Markgrafschaft Bobbio, unter der Oberherrschaft der Savoyer. Die älteste Linie behielt die Markgrafschaft Mulazzo bis zur Beseitigung der Feudalherrschaft, sie erlosch 1810 mit Markgraf Alessandro Malaspina di Mulazzo, einem berühmten Politiker und Weltumsegler in spanischen Diensten.
Folgende Linien entsprangen den Malaspina di Mulazzo:
- Malaspina di Cariseto. Sie hatten ihren Ursprung in Antonio († 1477), Sohn des Antonio di Mulazzo. Sie starben nach zwei Generationen aus, die Markgrafschaft Cariseto ging erst auf die Fieschi und danach auf die Doria über.
- Malaspina di Santo Stefano. Sie gehen auf Ghisello I. († 1475), Sohn des Antonio di Mulazzo, zurück. Schon 1495 verkauften sie die Markgrafschaft Santo Stefano an die Fieschi, behielten aber Godano und Bolano (zwischen der Lunigiana und dem Tal der Trebbia gelegen). Sie starben im 18. Jahrhundert aus, ihre Lehen gingen auf die Hauptlinie von Mulazzo über.
  - Malaspina di Edifizi. Abstammend von Pietro, Sohn des Ghisello I. von Santo Stefano. Im 17. Jahrhundert ausgestorben.
- Malaspina di Casanova. Abstammend von Antonio, wahrscheinlich ein Sohn von Barnabò di Mulazzo. Im 18. Jahrhundert ausgestorben.
- Malaspina di Fabbrica. Abstammend von Moroello, Sohn des Barnabò oder des Galeazzo di Mulazzo. In Fabbrica bei Ottone. Noch heute existierend.
- Malaspina di Ottone. Von Giovanni, Sohn von Barnabò oder Galeazzo di Mulazzo, abstammend, Anfang des 19. Jahrhunderts ausgestorben.
  - Malaspina di Orezzoli (bei Ottone). Sie stammen von Galeazzo, Sohn von Giovanni di Ottone, ab. Sie spalteten sich in unzählige Linien auf und existieren noch heute. Von einer dieser Linien, die in Bobbio beheimatet war, ging durch Adoption die Linie Malaspina-Della Chiesa aus, Markgrafen von Volpedo und Carbonara.
    - Malaspina di Frassi (bei Ottone). Von Giovanni, Sohn des Galeazzo di Orezzoli abstammend. Noch heute in mehreren Linien existierend.

### Malaspina di Giovagallo
Sie stammen von Manfredo ab, einem Sohn von Corrado „dem Alten“. Sie besaßen die Burg Giovagallo in der Lunigiana mit dem umgebenden Gebiet. Sie starben in der Mitte des 14. Jahrhunderts aus, ihre Lehen gingen auf die Linie der Malaspina di Villafranca über (siehe unten).

### Malaspina di Villafranca

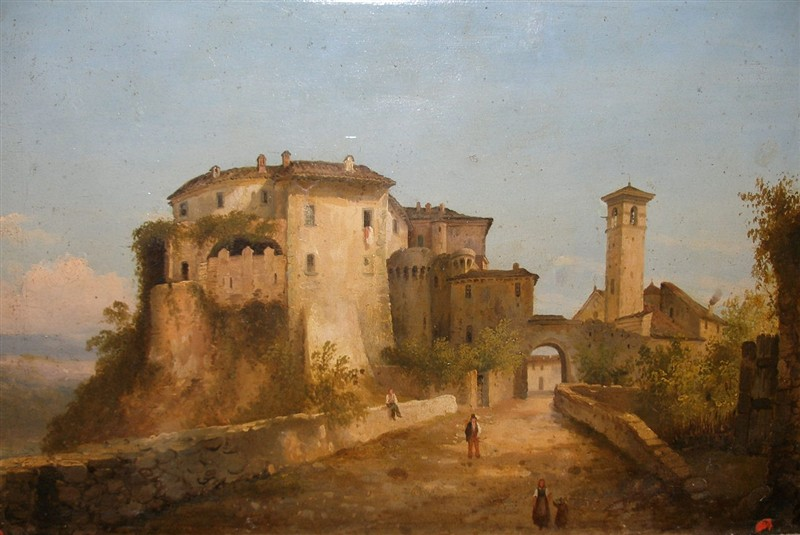
Villafranca in Lunigiana

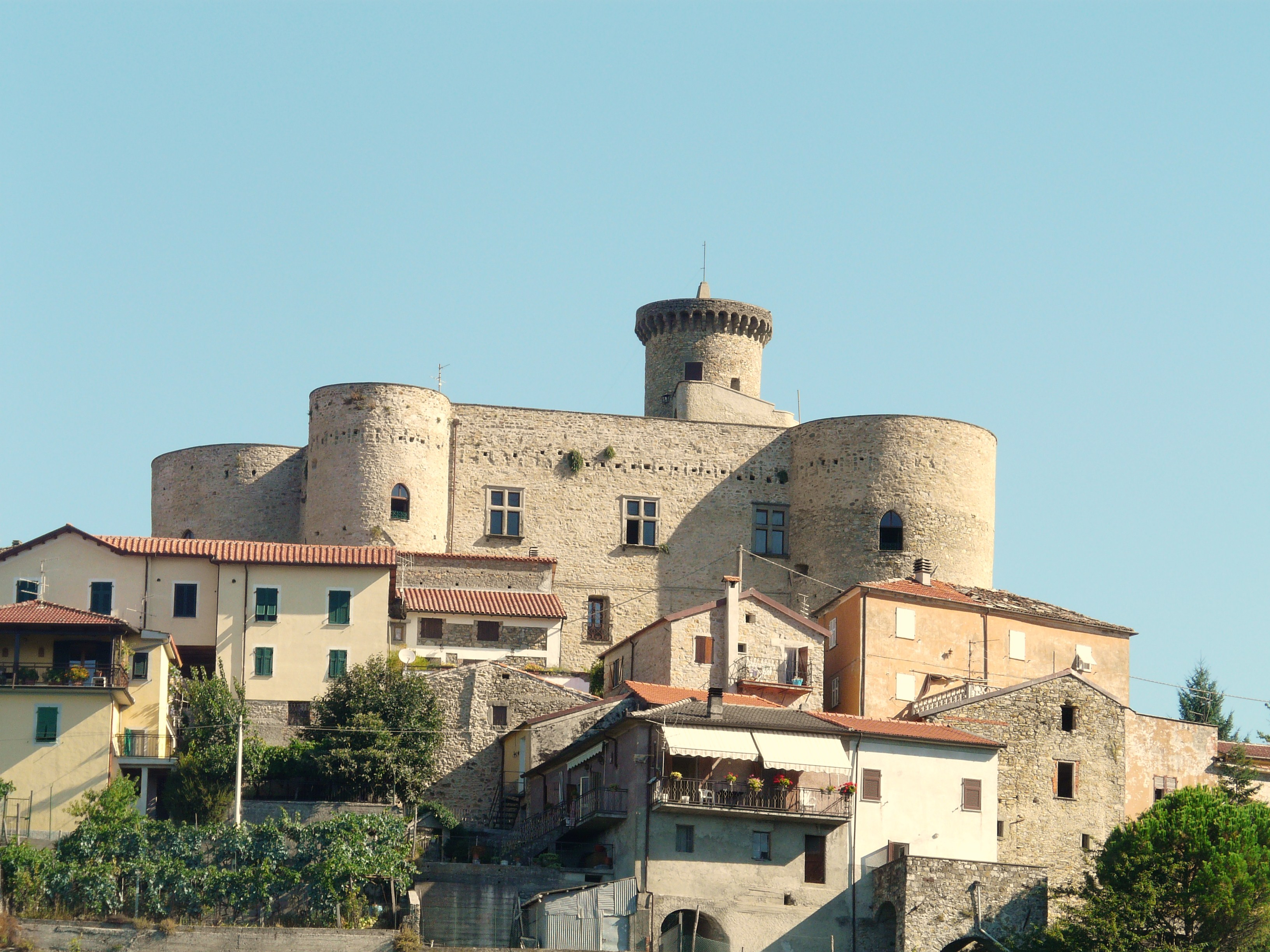
Castello di Bastia in Licciana Nardi

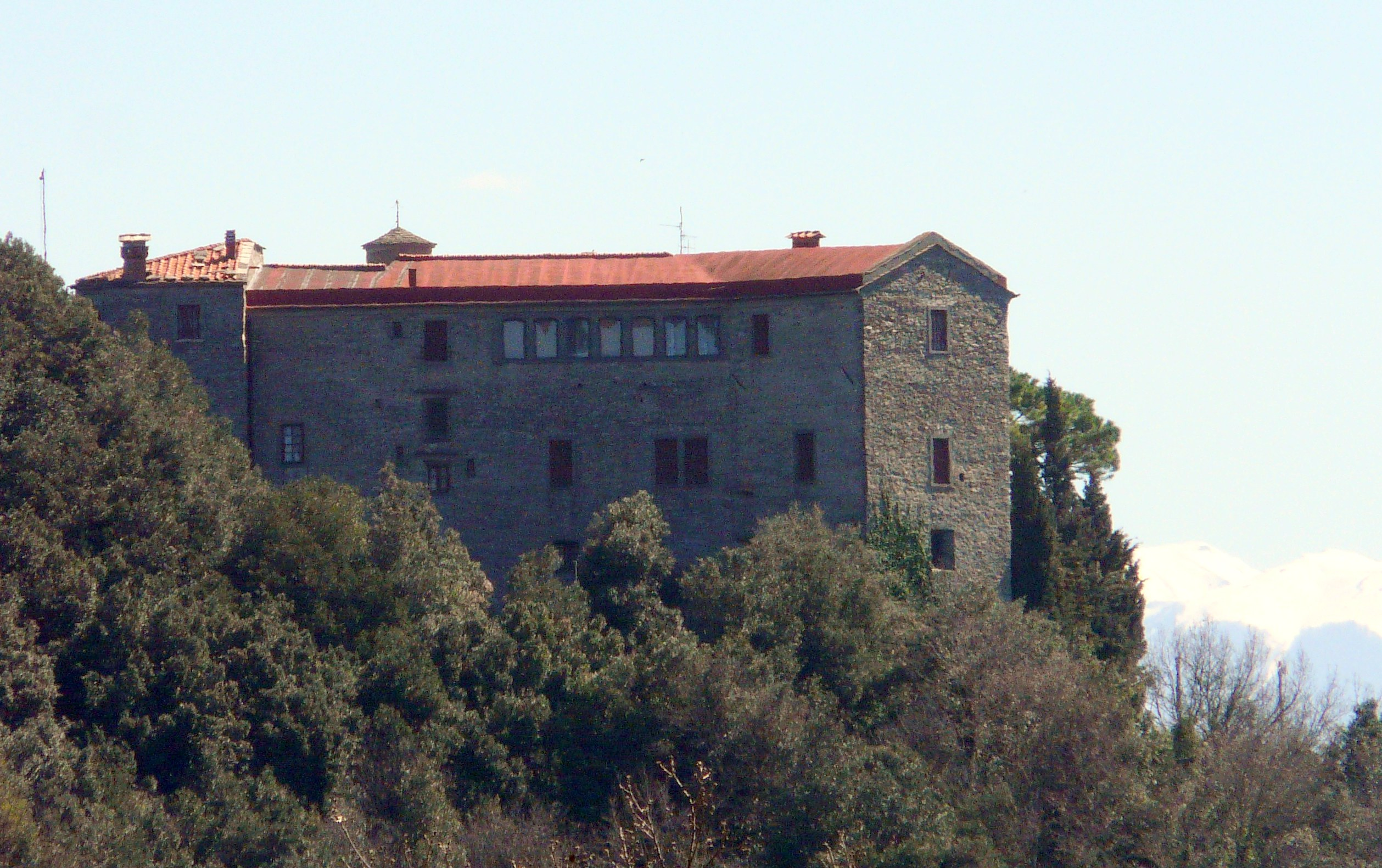
Castello di Podenzana

Die Malaspina di Villafranca führen ihren Ursprung auf Federico, einen Sohn von Corrado „dem Alten“ zurück. Sie besaßen die Burg von Villafranca in Lunigiana mit den umgebenden Ländereien. In mehrere Linien verzweigt, noch heute in mehreren Linien existierend.
- Malaspina di Cremolino. Sie stammen von Tommaso I., einem Sohn von Federico di Villafranca und Agnese del Bosco, ab. Im 16. Jahrhundert ausgestorben.
- Malaspina di Lusuolo. Von Azzone († 1364), Sohn von Opizzino di Villafranca, abstammend. Sie erbten nach dem Aussterben der Malaspina di Giovagallo deren Lehen (siehe oben). Nach Verkauf ihrer Lehen an das Großherzogtum Toskana starben sie im 17. Jahrhundert aus.
  - Malaspina di Tresana. Sie stammen von Opizzino, Sohn von Giovanni Jacopo di Lusuolo, ab und starben im 17. Jahrhundert aus.
- Malaspina di Licciana. Abstammend von Gian Spinetta, Sohn von Giovanni Spinetta di Villafranca. Im 18. Jahrhundert ausgestorben, kurz vor Abschaffung des Feudalismus.
  - Malaspina di Bastia. Sie stammen von Fioramonte, einem Sohn von Gian Spinetta di Licciana, ab und starben im 18. Jahrhundert aus. Ihre Lehen gingen auf die Malaspina di Ponte Bosio über.
    - Malaspina di Terrarossa. Ihre Abstammung geht auf Fabrizio, Sohn von Fioramonte di Bastia, zurück. Fabrizio verkaufte sein Lehen an das Großherzogtum Toskana. Sie starben nach zwei Generationen aus.
    - Malaspina di Ponte Bosio. Sie gehen auf Ludovico, einen Neffen von Fioramonte di Bastia, zurück. Im 19. Jahrhundert ausgestorben.

  - Malaspina di Monti. Sie stammen von Moroello, Sohn von Gian Spinetta di Licciana ab, starben aber nach zwei Generationen aus.
  - Malaspina di Suvero. Von Rinaldo, Sohn Gian Spinettas di Licciana, abstammend. Noch heute existierend.
  - Malaspina di Podenzana. Stammen von Leonardo ab, einem Sohn Gian Spinettas di Licciana. 1714 wurden sie auch Markgrafen von Aulla, starben am Ende des 18. Jahrhunderts, fast gleichzeitig mit der Abschaffung der Feudalherrschaft, aus.

### Malaspina di Pregòla

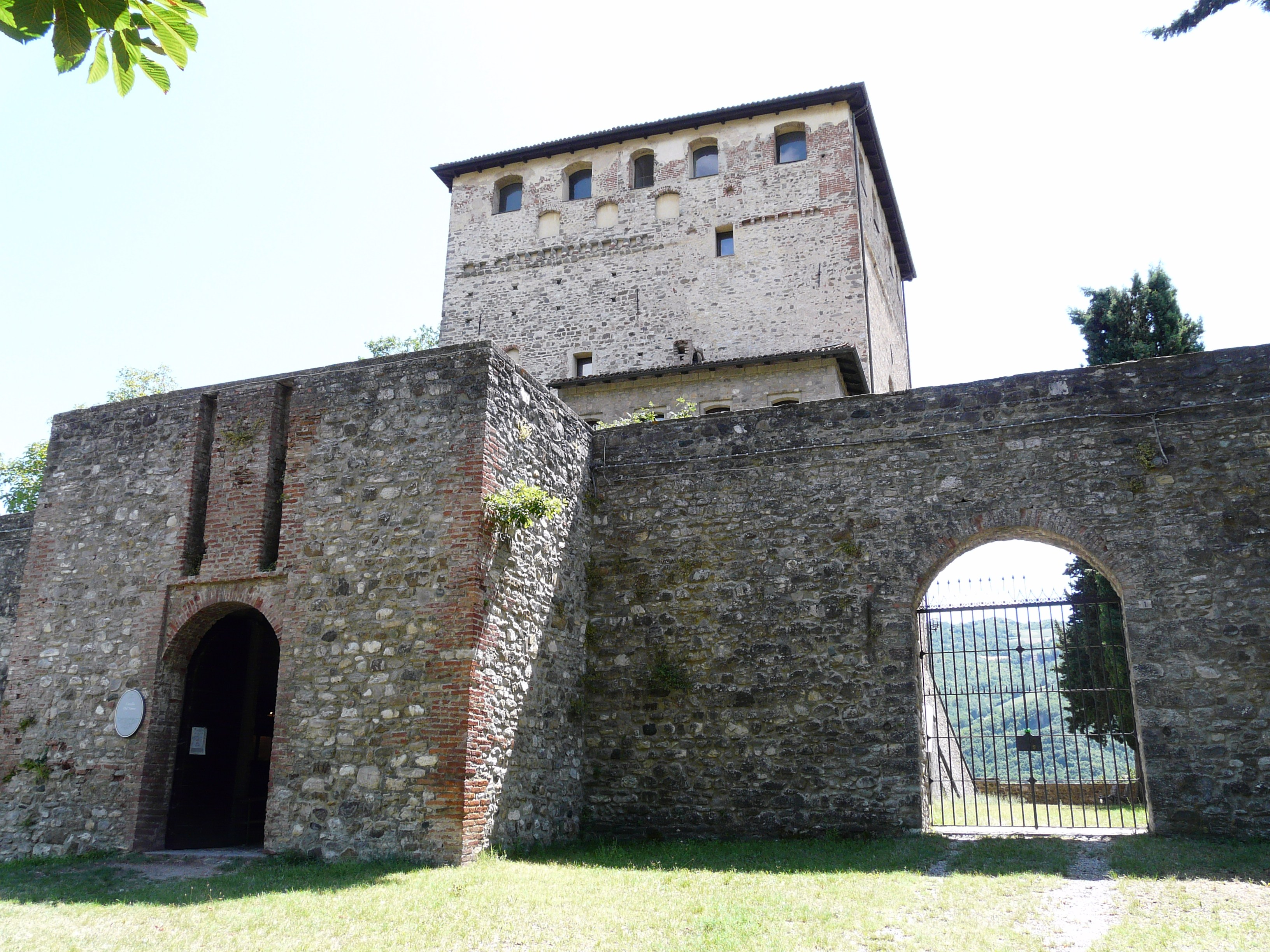
Castello Malaspiniano in Bobbio

Die Malaspina di Pregòla stammen von Alberto († 1298), einem Sohn von Corrado „dem Alten“, ab. Sie besaßen das Lehen Pregola mit einem großräumigen Territorium im Tal der Trebbia, oberhalb von Bobbio. 1304 erobert Corradino Malaspina, unterstützt vom Visconte Pallavicino und dem Abt von Bobbio Guido Bobbio und wandelt es in eine Herrschaft um. 1341 verleibten sich die Visconti aus Mailand Bobbio in ihren Besitz ein. 1361 müssen die Malaspina das Lehen an die Visconti abtreten, 1436 geht es auf die Dal Verme über.
Durch eine Teilung von 1453 entstanden die vier quartieri der Markgrafschaft Pregòla, von denen jeder einem anderen Zweig gehörte. 1516 wurde die Großmarkgrafschaft Bobbio unter den Dal Verme gebildet, zu der auch die Herrschaften der Malaspina gehörten. 1743 wurde die Großmarkgrafschaft zur Provinz Bobbio umgebildet.
Folgende Zweige gehören zu den Malaspina di Pregòla:
- Malaspina di Vezimo. Ende des 16. Jahrhunderts ausgestorben.
- Malaspina di Pei e Isola. Im 17. Jahrhundert ausgestorben (möglicherweise gibt es heute noch Nachkommen dieses Zweiges unter den Malaspina der Gegend, deren Genealogie noch unbekannt ist).
- Malaspina di Alpe e Artana. Im 17. Jahrhundert ausgestorben.
- Malaspina di Pregòla, Campi e Zerba. Im 17. Jahrhundert ausgestorben.

## Malaspina dello Spino Fiorito
Die Linie Obizzinos teilte sich 1275 in vier Linien auf:

### Malaspina di Varzi

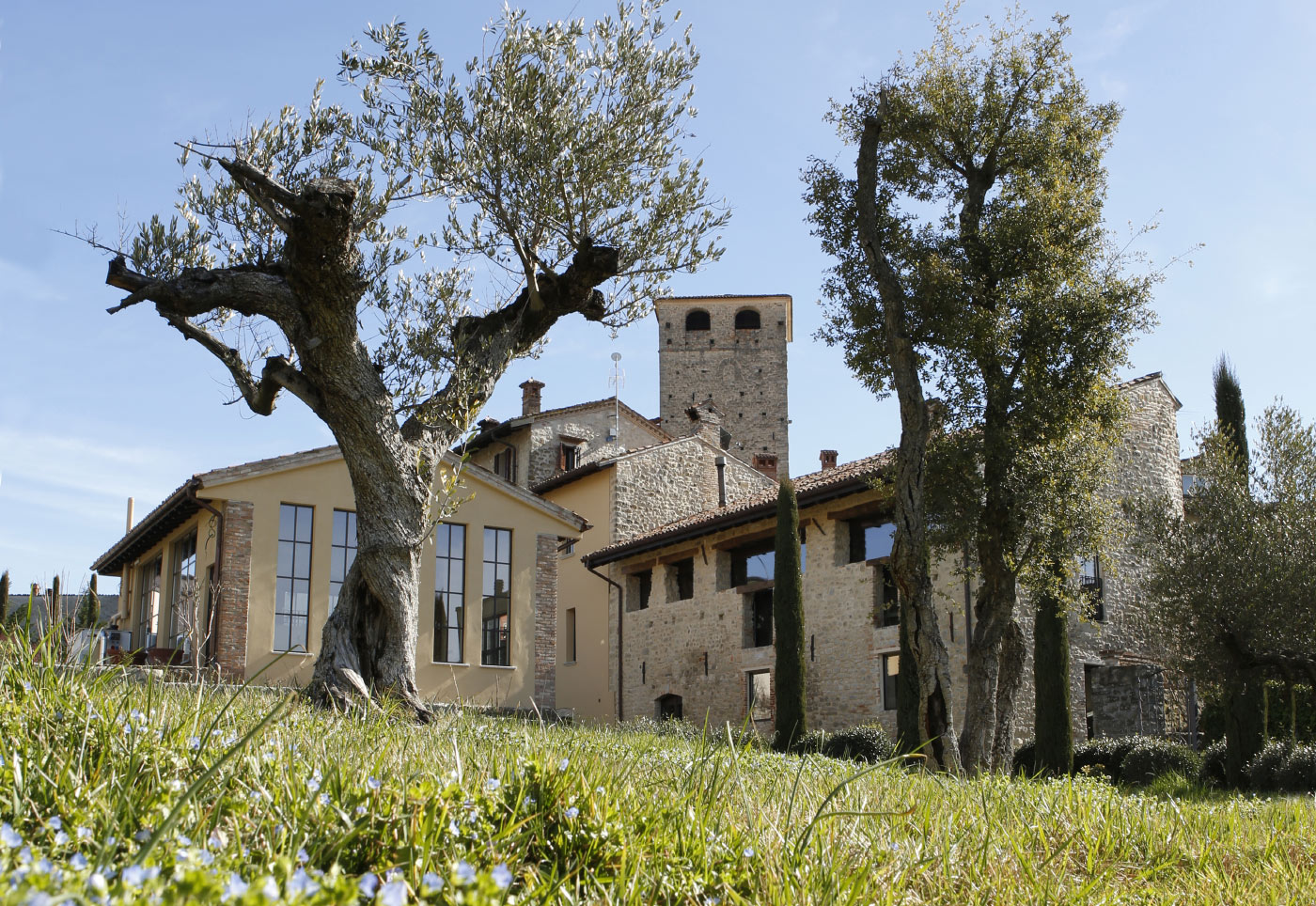
Castello Malaspina in Varzi

Sie gehen auf Azzolino zurück, einen Neffen des Obizzino und Sohn des Isnardo, der schon vor der Teilung 1275 verstorben war. Mit der Bildung der Provinz Bobbio unter den Savoyern (1743) wurden die Territorien Bobbio einverleibt. Die Markgrafschaft Varzi wurde unter den drei Söhnen Azzolinos aufgeteilt. Die Linie Isnardos, der Menconico gehörte, starb im 15. Jahrhundert aus, die anderen beiden existieren noch heute.
- Malaspina di Fabbrica. Von Obizzo, Sohn des Azzolino, abstammend. Am Ende des 19. Jahrhunderts ausgestorben.
- Malaspina di Varzi (Erstgeborenen-Linie). Im 19. Jahrhundert ausgestorben, nachdem sie sich weit verzweigt hatten und nach und nach die Kontrolle über die Markgrafschaft verloren hatten. Vielleicht haben sie noch unter den vielen Malaspinas, die es noch im Tal der Staffora gibt, überlebt.
  - Malaspina di Santa Margherita. Von Cristoforo († nach 1420) abstammend, 1821 ausgestorben.
  - Malaspina di Casanova. Von Baldassare, Sohn von Bernabò di Varzi, abstammend, im 17. Jahrhundert ausgestorben.
  - Malaspina di Bagnaria. Von Bernabò, Sohn von Bernabò di Varzi, abstammend, im 17. Jahrhundert ausgestorben.

### Malaspina di Fivizzano

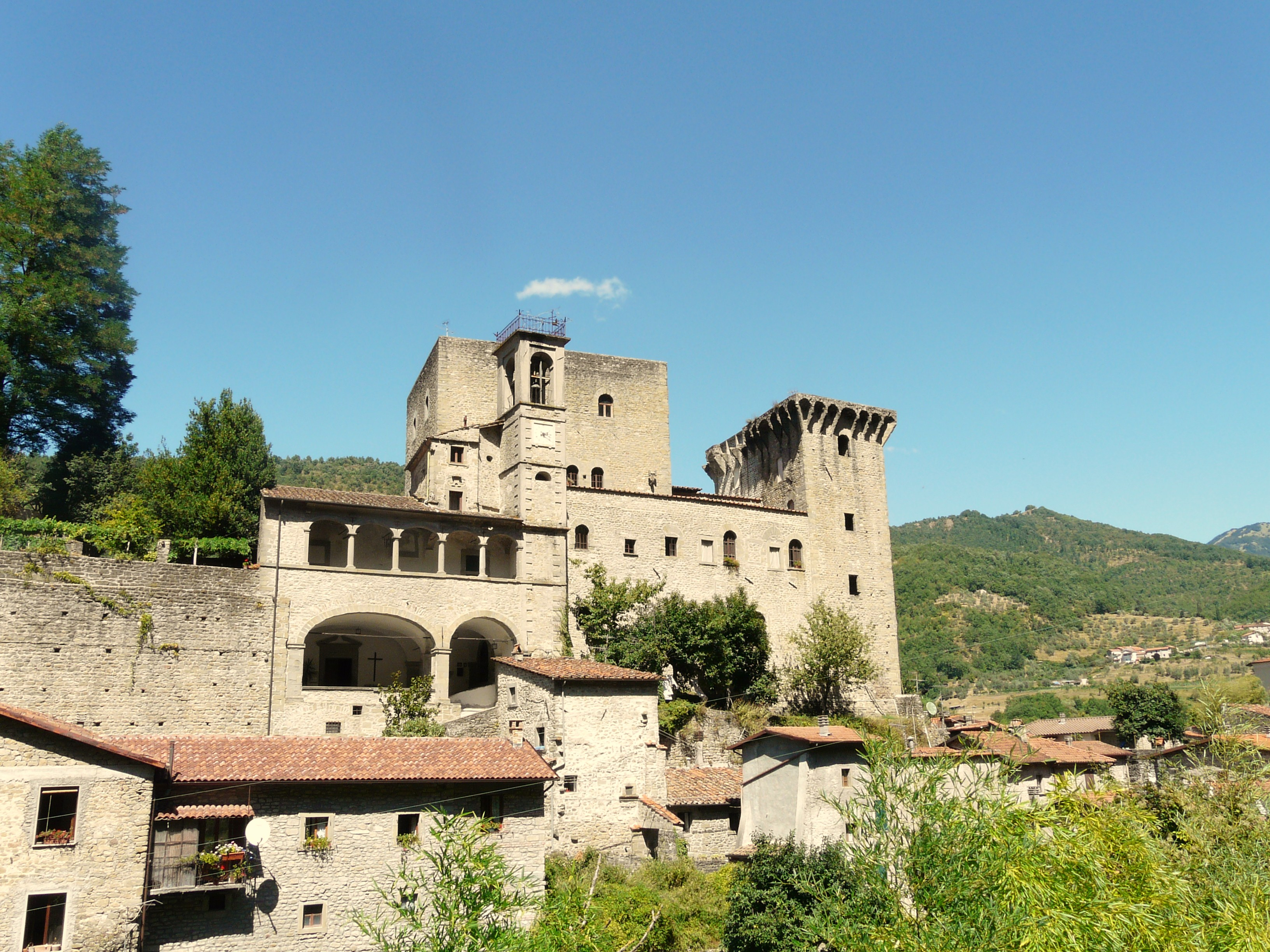
Fortezza della Verrucola in Fivizzano

Der Stammvater der Malaspina di Fivizzano ist Gabriele, Neffe von Obizzino und Sohn von Isnoardo, der schon vor der Teilung von 1275 gestorben war. Von den drei Söhnen Gabrieles begründete Isnoardo eine Linie, die im 15. Jahrhundert ausstarb, so dass Fivizzano an die Republik Florenz, mit der sie verbündet waren, kam. So begann die florentinische und später toskanische Präsenz in der Lunigiana (die sogenannte Großherzogliche Lunigiana – Lunigiana Granducale – im Gegensatz zu der malaspinianischen, später modenesischen Lunigiana). Der zweite Sohn Spinetta trat in den Dienst Veronas und seine Linie starb mit seinen Söhnen aus. Azzolino schließlich bekam Fosdinovo und begründete die Linie der Malaspina di Fosdinovo, die bedeutendste des Hauses.

#### Markgrafen von Massa und Carrara (später Haus Cybo-Malaspina)

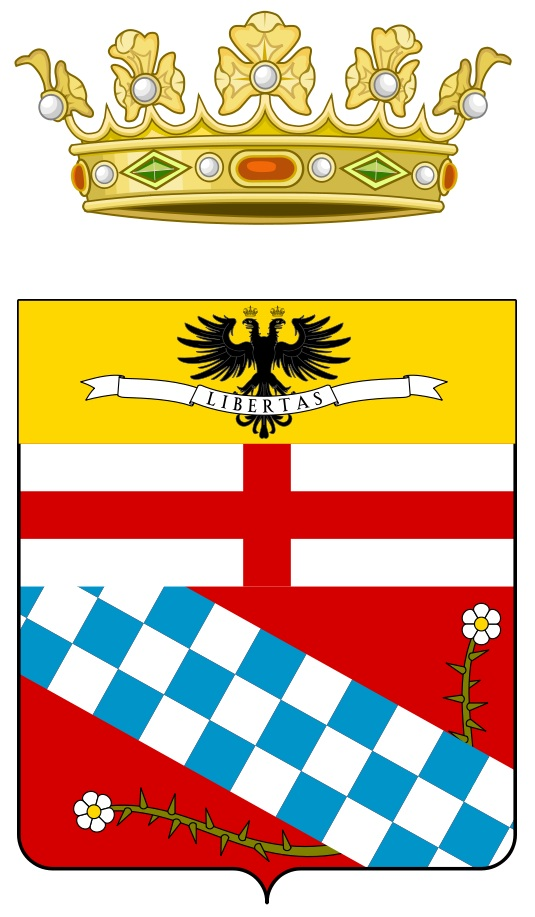
Wappen der Cybo-Malaspina

Der Neffe Azzolinos war Spinetta, genannt der Große († 1398), der bedeutende Stellungen bei verschiedenen italienischen Staaten innehatte. Antonio Alberico di Fosdinovo, Nachkomme von Galeotto di Fosdinovo, wurde 1441 Herr von Massa. Die Markgrafen von Massa waren Giacomo I., Antonio Alberico II., schließlich Ricciarda I., die mit Lorenzo Cibo verheiratet wurde. Dieser stammte aus einer genuesischen Patrizierfamilie und war Sohn des Franceschetto Cybo (ca. 1450–1519), dieser wiederum ein Sohn des Giovanni Battista Cybo, der 1484–1492 als Innozenz VIII. Papst war.
Von diesen stammten die Cybo-Malaspina ab, Markgrafen, Fürsten und zuletzt Herzöge im Herzogtum Massa und Carrara. Einige Mitglieder der Cibo beziehungsweise Cybo-Malaspina wurden als Kardinäle Cibo bekannt. Sie waren in wichtigen Posten an der päpstlichen Kurie im Vatikan tätig. Das hat auch Niederschlag in der Literatur gefunden: so lässt beispielsweise Alfred de Musset in seinem Historiendrama „Lorenzaccio“ einen Kardinal Cibo auftreten.
Das Herzogtum Massa und Carrara ging von Maria Teresa Cibo-Malaspina (1731–1790), verheiratet mit Ercole III. d’Este, auf ihre Tochter Maria Beatrice d’Este (1750–1829) über, die mit einem österreichischen Erzherzog verheiratet war.

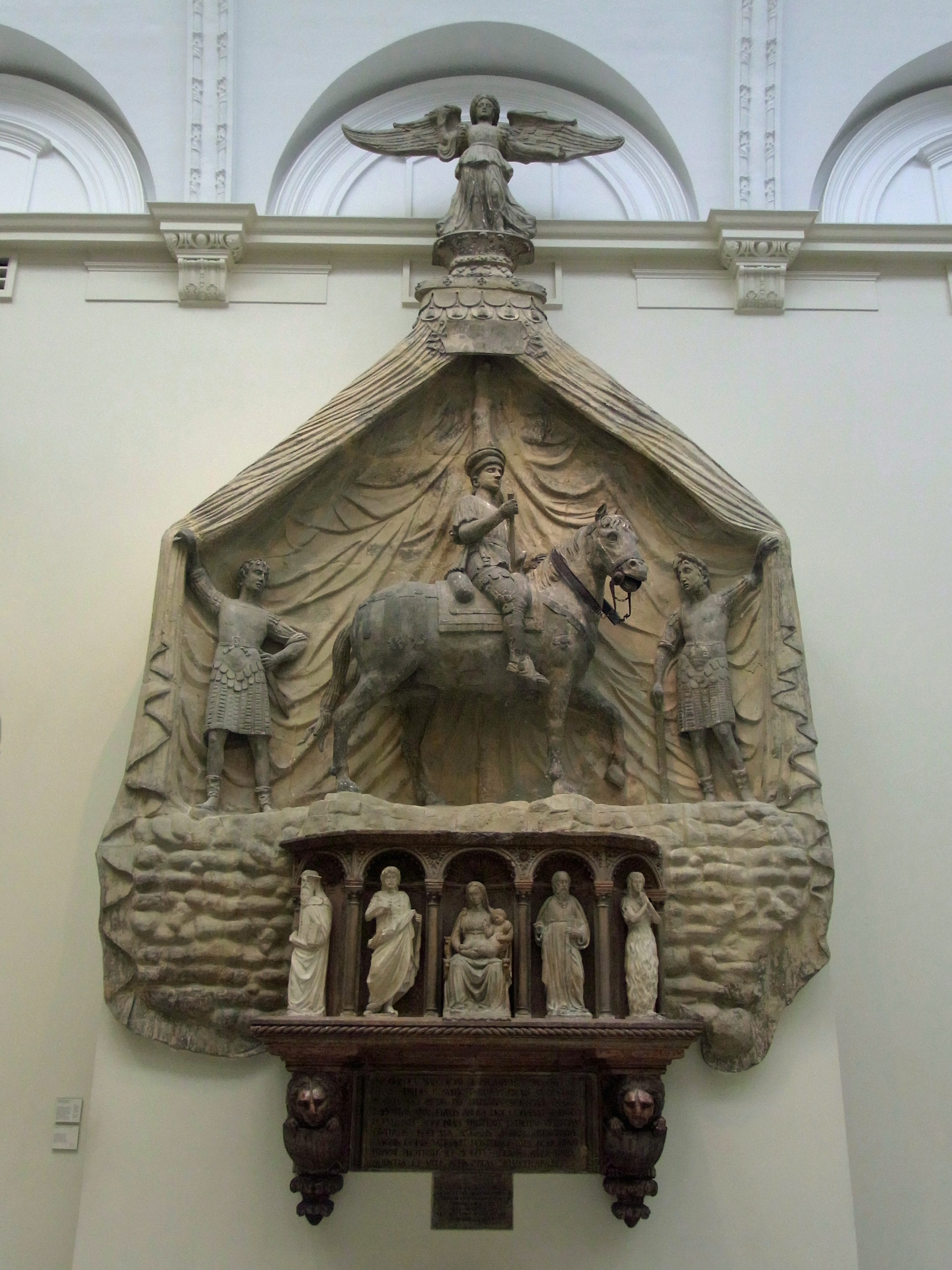
Grabmal des Spinetta Malaspina (um 1430)
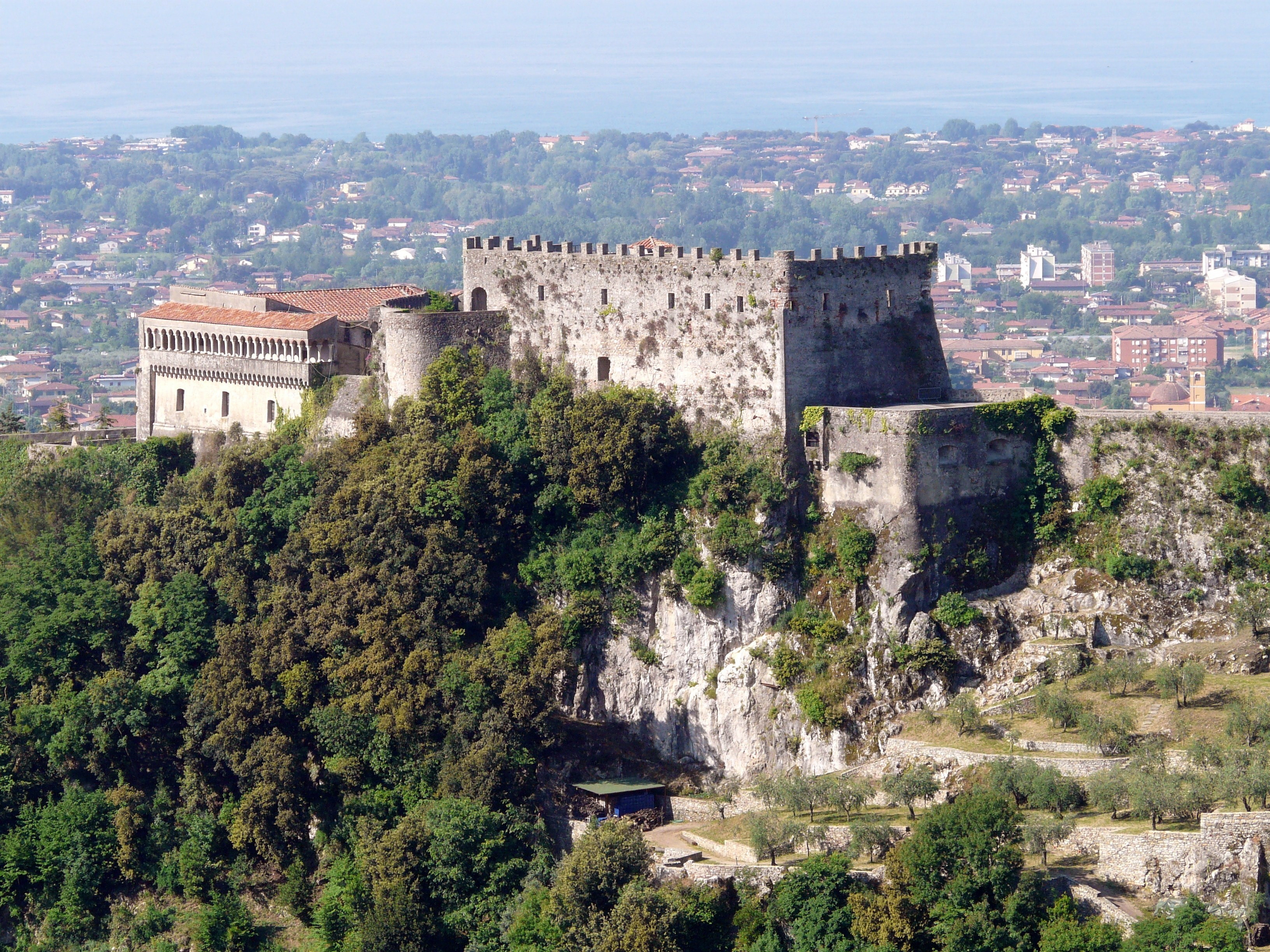
Rocca Malaspina in Massa
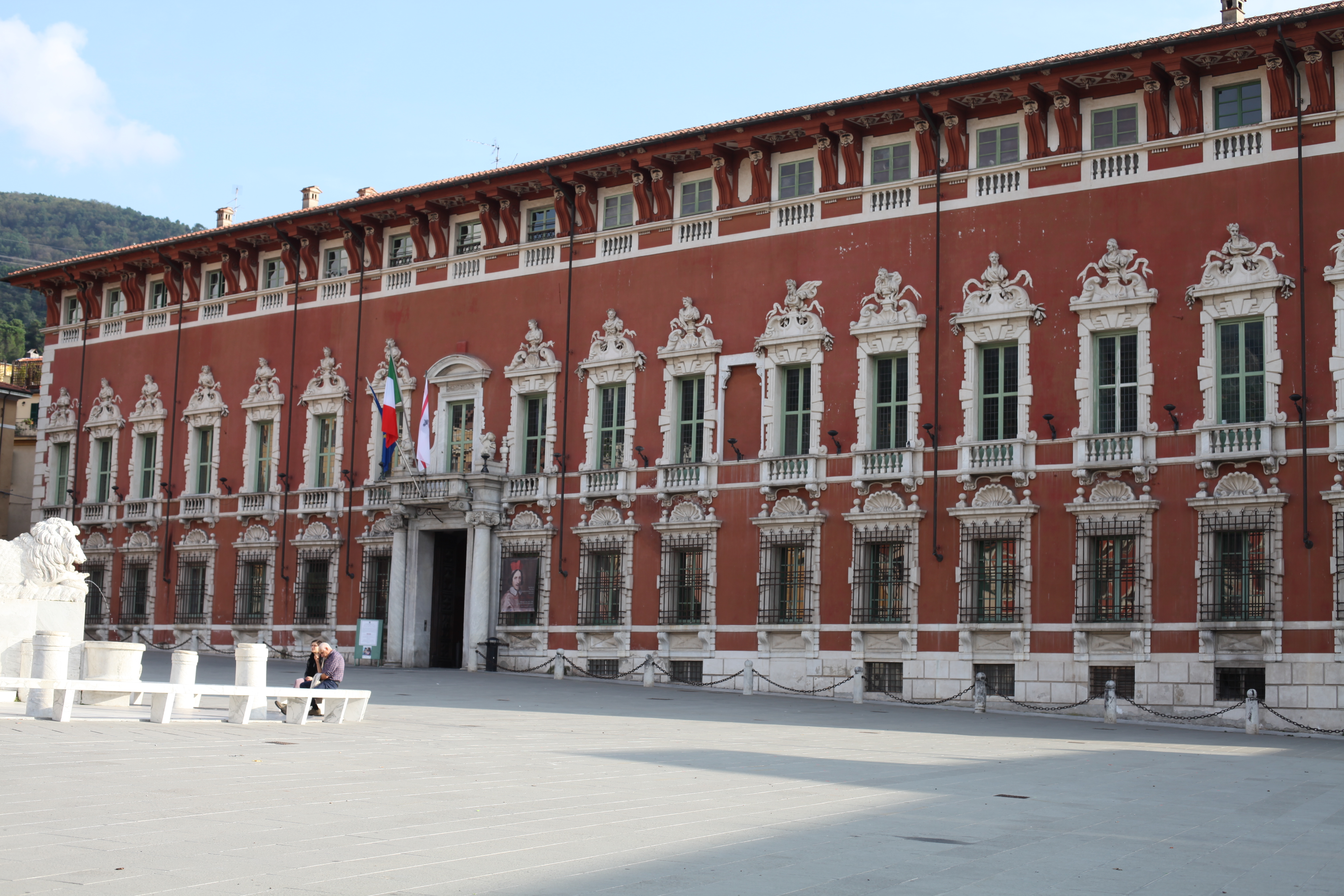
Herzoglicher Palast der Cybo-Malaspina in Massa
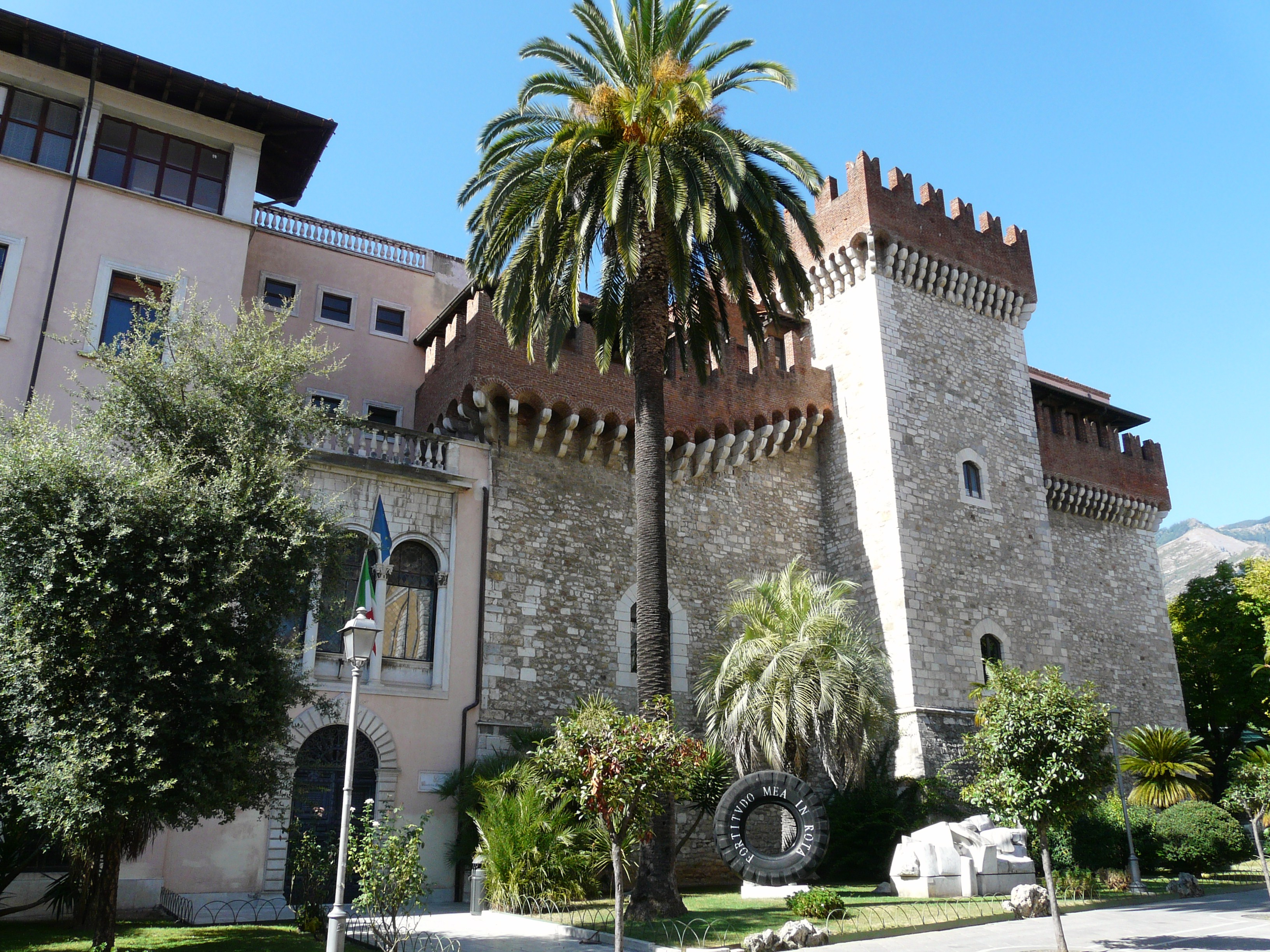
Palazzo Cybo-Malaspina in Carrara
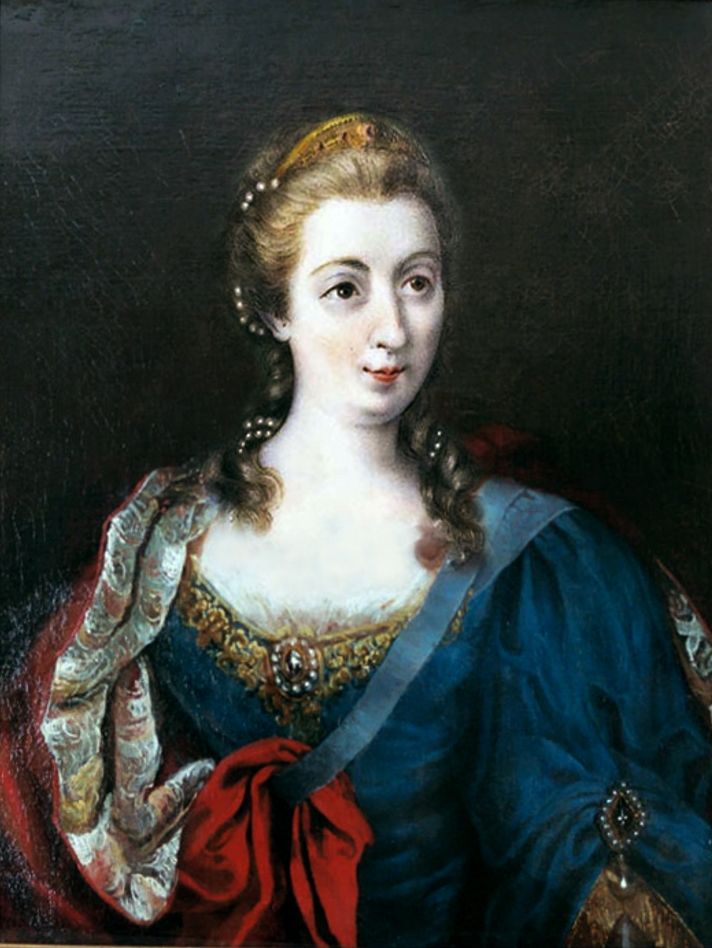
Maria Teresa Cibo-Malaspina (1731–1790), Herzogin von Modena, Massa und Carrara

#### Weitere Zweige
Der Ast Fivizzano teilte sich in mehrere Zweige auf, darunter:
- Malaspina di Sannazzaro. Von Francesco abstammend. Dieser war ein Sohn des Giacomo I. von Massa, der 1466 in Sannazzaro de’ Burgondi (bei Pavia) investiert wurde. 1835 mit Luigi Malaspina di Sannazaro ausgestorben. Luigi war Bürger von Pavia und spielte dort eine bedeutende politische und kulturelle Rolle.

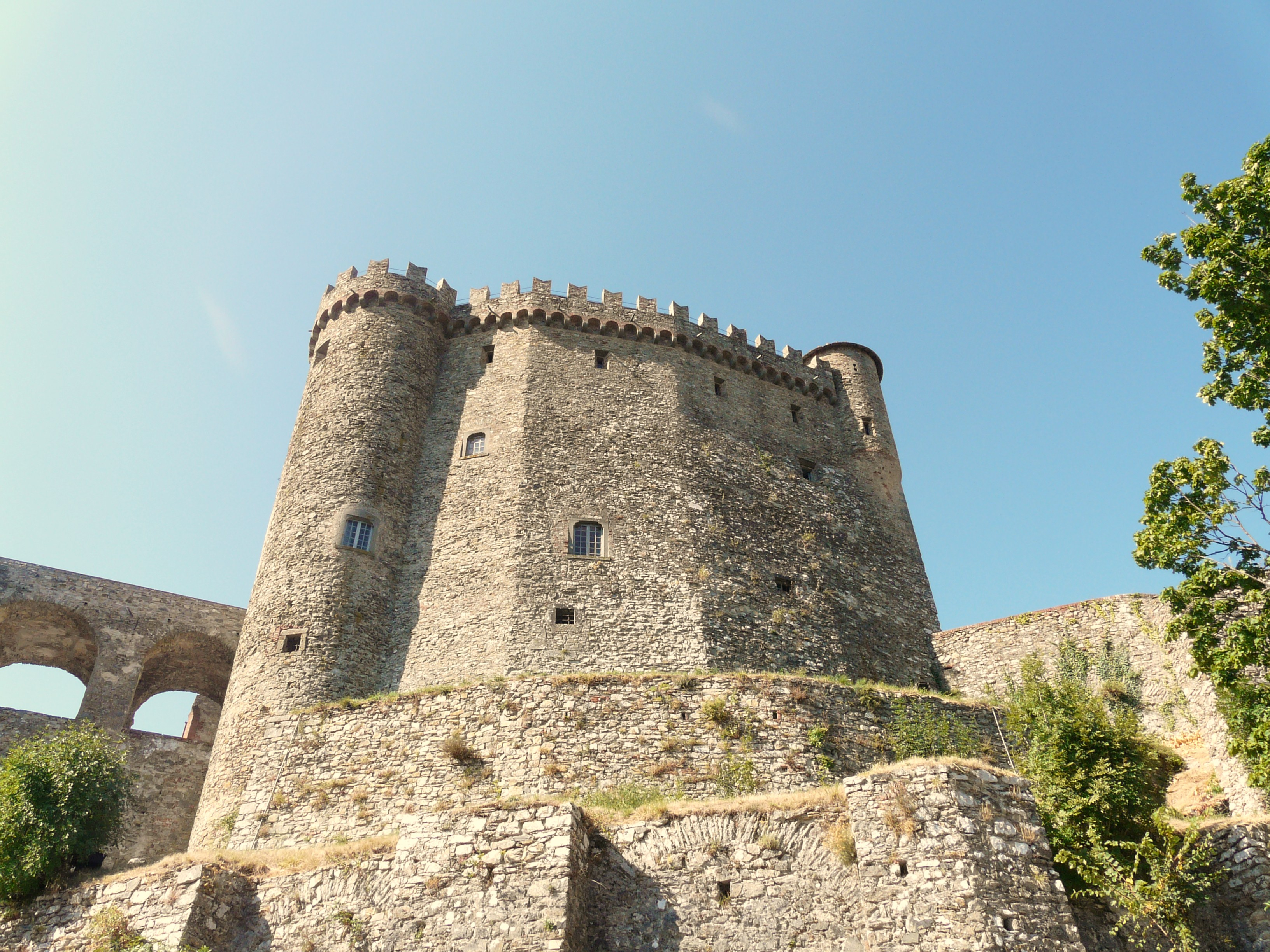
Castello Malaspina in Fosdinovo, seit 1340 im Besitz der Malaspina, heute der Torrigiani-Malaspina

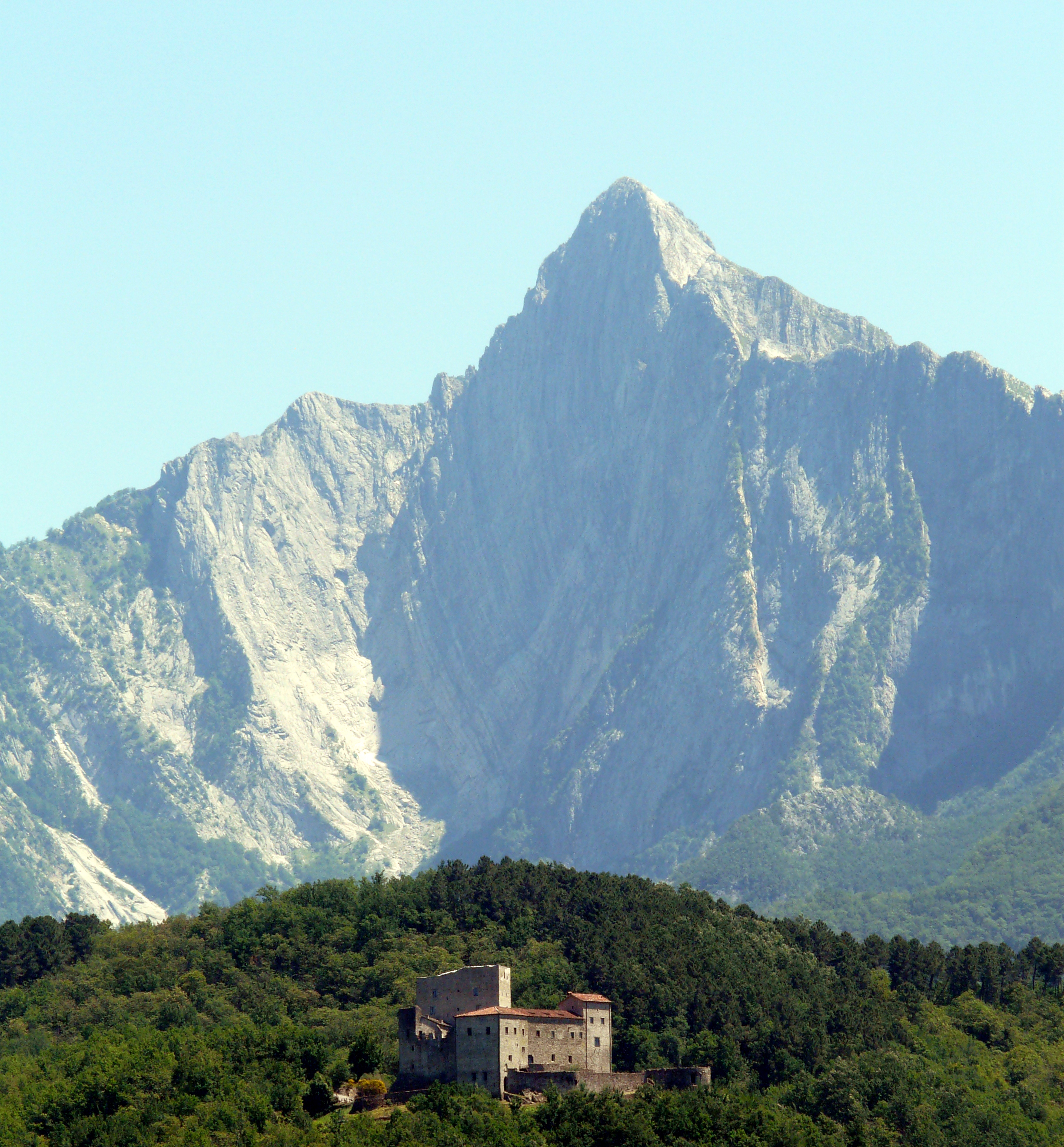
Castel dell’Aquila in Gragnola (Fivizzano)

- Malaspina di Fosdinovo. Die Linie stammt von Galeotto († 1367) ab, einem Sohn des Azzolino. Gabriele, ein Sohn des Antonio Alberico I. di Fosdinovo, bekam das Lehen Fosdinovo, seine Brüder die anderen Besitzungen. Durch Heirat der Cristina Malaspina mit dem aus altem Florentiner Patriziergeschlecht stammenden Marchese Filippo Torrigiani ist die Burg von Fosdinovo heute im Besitz der Marchese Torrigiani-Malaspina.
  - Malaspina di Olivola. Ihr Stammvater ist Lazzaro, ein Sohn von Giovanni Battista di Fosdinovo und Neffe von Gabriele, der Olivola nach dem Aussterben der ersten Linie Malaspina di Olivola bekommen hatte. Im 19. Jahrhundert ausgestorben.
  - Malaspina di Verona. Stammvater ist Spinetta, Sohn von Antonio Alberico I. di Fosdinovo. Er verzichtete auf die Lehen, hatte aber große private Besitzungen in und um Verona. Im 20. Jahrhundert ausgestorben.
- Malaspina di Gragnola. Von Leonardo, Bruder von Spinetta dem Großen, abstammend. Nach zwei Generationen ausgestorben. Der Titel ging durch Erbschaft auf einen Zweig der Markgrafen von Fosdinovo über, der jedoch ebenfalls bald ausstarb.

### Malaspina di Olivola
Ihr Ursprung geht auf Francesco zurück, einen Sohn des Bernabò und Neffe des Obizzino. In der Teilung von 1275 hatte er Länder in der Lunigiana (vor allem um die Burg von Olivola herum), aber auch in der Lombardei. Alle Nachkommen wurden 1413 in der Burg von Olivola ermordet. Ihre Lehen wurden unter die Zweige Fosdinovo und Godiasco der Familie aufgeteilt.

### Malaspina di Godiasco
Die Malaspina di Godiasco stammen von Alberto, Sohn des Obizzino, ab. Dieser hatte in der Teilung von 1275 mit seinen Neffen Lehen in der Lunigiana und in der Lombardei bekommen, die um die Burg von Filattiera und Oramala gelegen waren. Bald wurde Godiasco zum Zentrum der Familie. 1743 wurden auch diese Lehen zur Provinz Bobbio unter savoyischer Herrschaft geschlagen. Von Nicolò, genannt Marchesotto, einem Sohn von Alberto, und seinen fünf Söhnen gehen folgende fünf Zweige der Familie aus, die sowohl in der Lunigiana, als auch in der Markgrafschaft Godiasco im Oltrepò Pavese (Lombardei) besitzend waren.
- Malaspina di Castiglione e Casalasco. Sie stammen von Franceschino („der Soldat“) ab, einem Sohn des „Marchesotto“. Nach drei Generationen ausgestorben. Castiglione kam zu Florenz, Casalasco zu den Malaspina di Oramala.

Castello Treschietto in Bagnone

- Malaspina di Bagnone e Valverde. Sie stammen von Antonio ab, einem weiteren des „Marchesotto“. Die Söhne Antonios teilten den Besitz auf: Riccardo bekam Bagnone, dessen Neffen es an Florenz verkauften und dessen Linie in der männlichen Linie 1987 ausstarb. Valverde hingegen kam zu dessen Bruder Antonio, dessen Linie möglicherweise noch heute im Oltrepò existiert.
- Malaspina di Treschietto e Piumesana. Ihr Stammvater ist Giovanni, Sohn von Nicolò „Marchesotto“. 1716 verkauften sie Treschietto dem Großherzog der Toskana, auch ihre Herrschaft Piumesana und ihr Anteil an Godiasco reduzierten sich im Laufe der Zeit beträchtlich. Im 19. Jahrhundert ausgestorben.

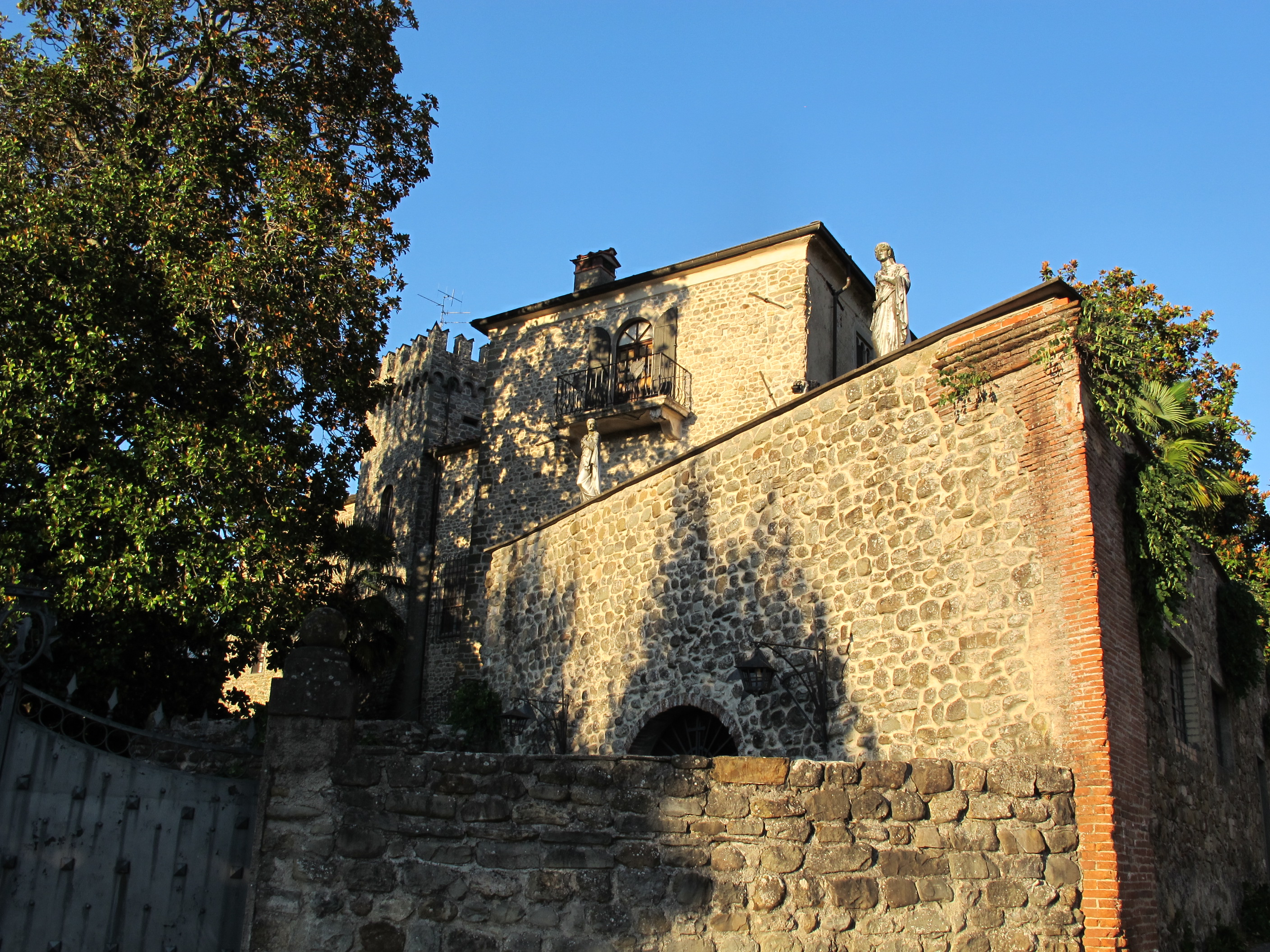
Castello Malaspina in Filattiera

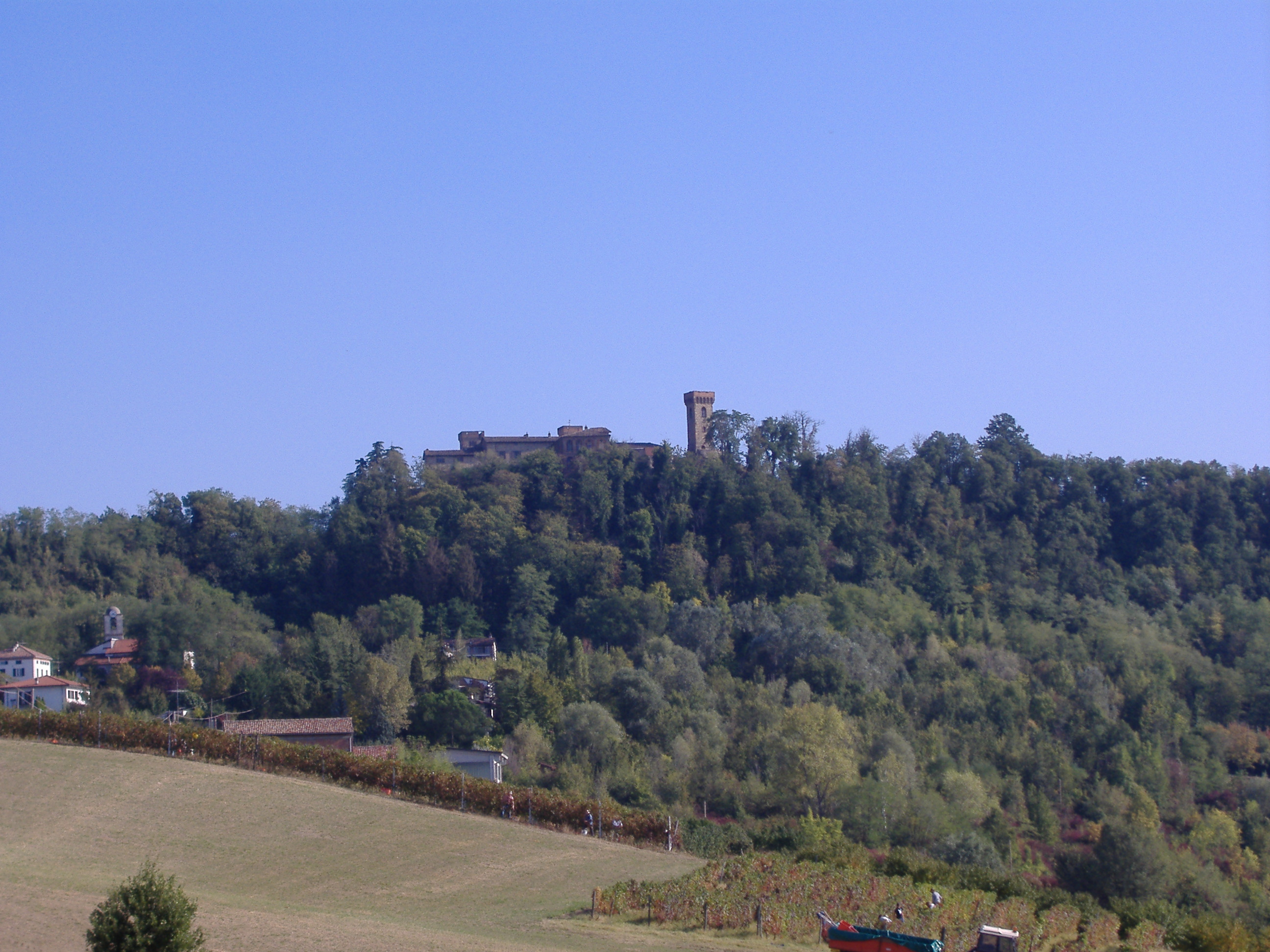
Castello di Pozzol Groppo

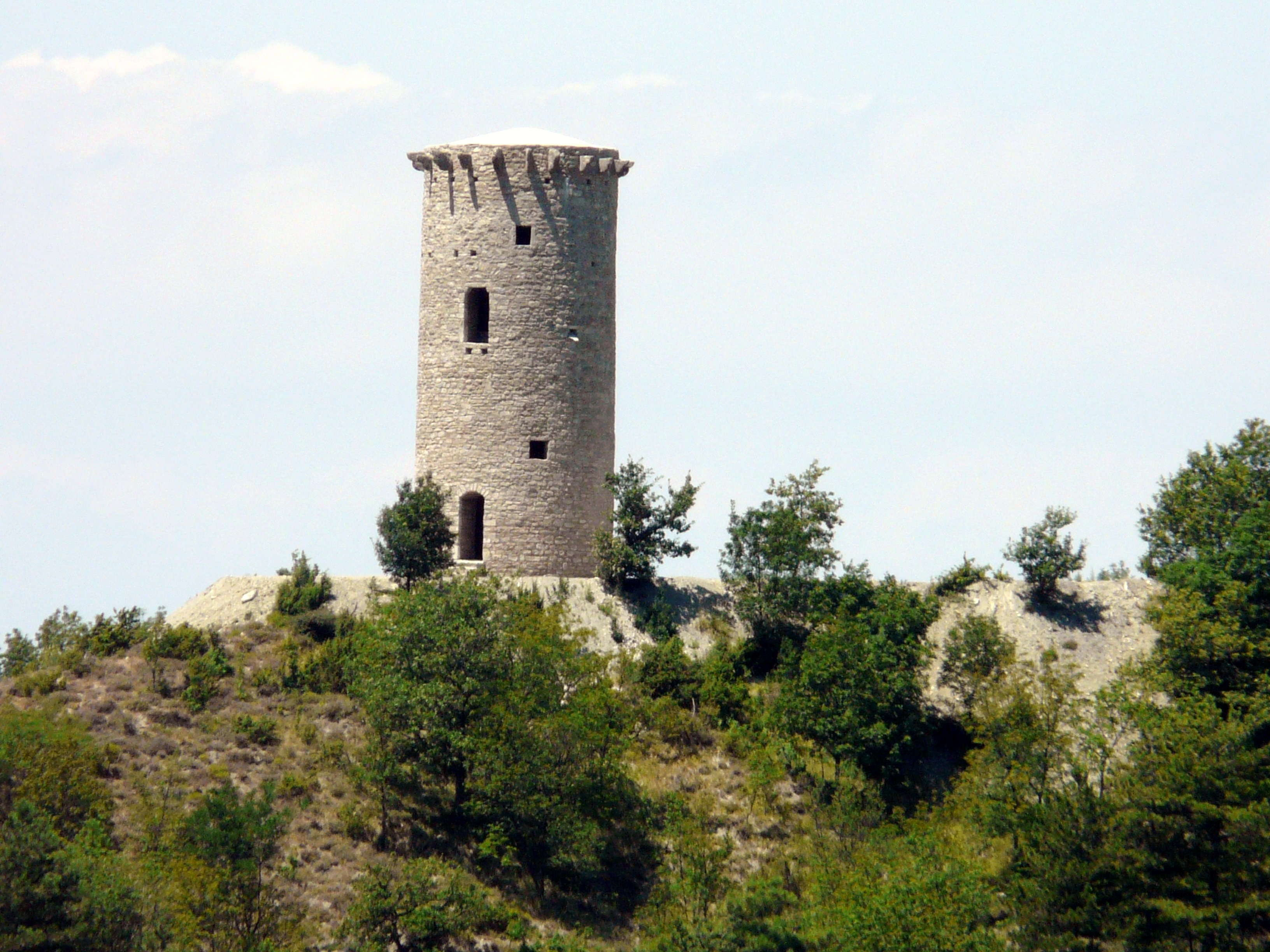
Burg Grondona (Piemont)

- Malaspina di Filattiera e Cella. Sie gehen auf Obizzino, einem vierten Sohn der „Marchesotto“, zurück. 1514 wurde Bernabò wegen einer Rebellion gegen die Sforza, in Voghera gefangengehalten. Sein Lehen Cella wurde konfisziert. Bernabòs Sohn Manfredi verkaufte Filattiera an den Großherzog der Toskana. Die Linie starb im 18. Jahrhundert aus.
- Malaspina di Malgrate e Oramala. Stammvater ist Bernabò, der letzte Sohn des „Marchesotto“. Die Linie war eine der wenigen Zweige der Familie (mit den Malaspina di Fosdinovo), die ihren Besitz nicht verringerten, sondern sogar im Laufe der Zeit praktisch die Gesamtheit der Markgrafschaften Godiasco, Pozzol Groppo und Fortunago, außerdem Anteile der Besitztümer anderer Zweige der Malaspina im Oltrepò, an sich brachten. Sie wurden daher Malaspina di Godiasco, Pozzol Groppo e Fortunago genannt. Die Linie teilte sich in den Zweig Godiasco-Pozzol Groppo und den Zweig Fortunago auf. Diese starben im 19. Jahrhundert beziehungsweise im 20. Jahrhundert aus.
- Malaspina di Sagliano. Ihr Ursprung liegt bei Azzo, Sohn des Nicolò di Oramala e Malgrate. Im 18. Jahrhundert ausgestorben.

## Andere Linien

### Malaspina di Ascoli Piceno
- Malaspina di Ascoli Piceno. Ihnen gehörte Ascoli Piceno in den Marken. Das Lehen ging zunächst auf die Malatesta über, doch die Sforza restituierten die Malaspina, bis es 1502 zum Kirchenstaat kam.
- Malaspina di Grondona. Sie besaßen nur Grondona, bis zum Ende der Feudalherrschaft.

## Andere Träger des Namens Malaspina
Folgende Persönlichkeiten trugen ebenfalls den Namen Malaspina, sind jedoch nicht mit den bekannten Zweigen der Familie Malaspina verwandt:
- Ricordano Malaspina (oder Malespini), florentinischer Historiograf (* um 1200; † 1281). Schrieb eine Geschichte seiner Stadt („Istoria fiorentina“) auf Italienisch, die von seinem Neffen Giaccotto fortgeführt wurde. Nach der Schlacht von Montaperti (1260) ging er ins Exil nach Rom. Er kehrte nach der Schlacht bei Benevent 1266 nach Florenz zurück.
- Giacotto Malaspina, führte das Geschichtswerk seines Onkels Ricordano bis 1286 fort.
- Saba Malaspina, Sekretär von Papst Johannes XXI., Bischof von Mileto in Kalabrien, schrieb eine Geschichte Siziliens („Rerum sicularum“, 1250–1276) aus guelfischer Sicht.
- Luciano Malaspina (1922–1979), italienischer Journalist und Dokumentarfilmer
- Michele Malaspina (1908–1979), italienischer Schauspieler
- Romano Malaspina (* 1939), italienischer Schauspieler und Synchronsprecher